# Beatrice Fairfax
Beatrice Fairfax er en amerikansk stumfilm fra 1916 af Theodore W. Wharton og Leopold D. Wharton.

## Medvirkende
- Grace Darling som Beatrice Fairfax
- Harry Fox som Jimmy Barton
- Betty Howe som Dorothy McRay/Jean Moore/Margaret Payne/Jane Hamlin/Alice Masters
- Nigel Barrie som Donald Jordan/Bert Kerrigan/Hanson
- Bessie Wharton som Laurette/Mrs. Raven/Mrs. Malone/Mrs. Ainsley